# De Waha

Wapen van de familie de Waha

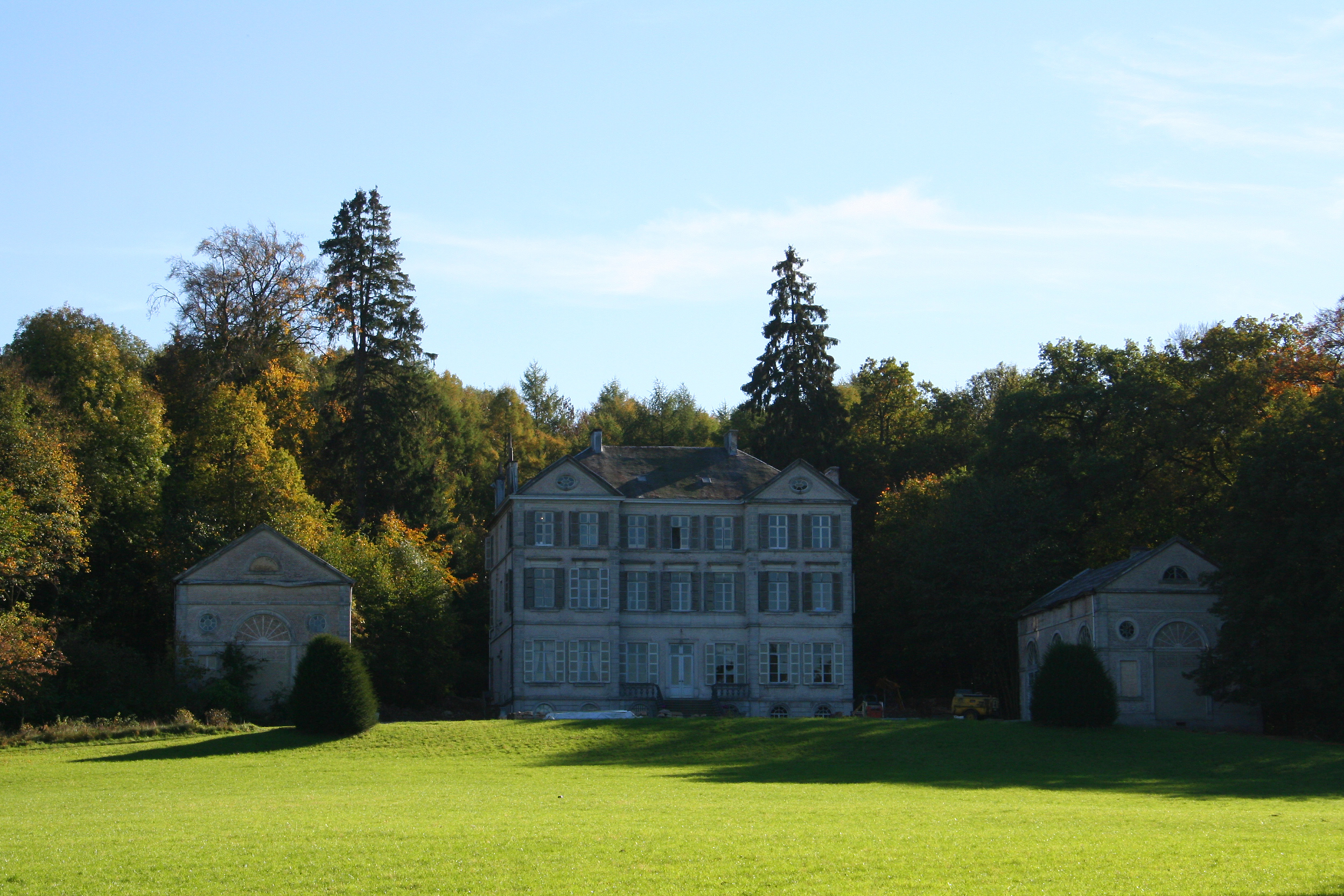
Kasteel van Waha in Marche-en-Famenne

De familie De Waha (ook: De Waha-Duras, De Waha de Linter, De Waha de Grummelscheyde en: De Waha(-)Baillonville) is een oude Zuid-Nederlandse adellijke familie.

## Geschiedenis
De bewezen stamreeks begint met ridder Hubert de Waha die overleed in 1320, tevens de oudste vermelding van dit geslacht, en die begraven ligt in het koor van de kerk van Fronville.
In 1532 werd een de Waha opgenomen in de Tweede stand ('état noble') van het prinsbisdom Luik. Er volgden verschillende afstammelingen. Vanaf 1679 werden ook leden van de familie de Waha vermeld bij de Tweede stand van Luxemburg.
Georges de Waha de Baillonville kreeg in 1618 de titel ridder van aartshertog Albrecht van Oostenrijk.
Hertog Leopold I van Lotharingen verleende in 1729 de titel graaf aan Charles de Waha, overdraagbaar bij eerstgeboorte.
In 1816, 1822 en 1829 werden zeven takken erkend te behoren tot de adel van het koninkrijk der Nederlanden en die behoren sinds 1830 tot de Belgische adel met de titel van baron(es) overgaand op alle nakomelingen in mannelijke lijn; alleen de zesde tak De Waha Baillonville bloeit nog, de andere zes zijn uitgestorven.
Een andere tak, niet opgenomen in de Nederlandse of Belgische adel, leverde bestuurders in Luxemburg. In 1914 werd van deze tak een lid erkend in de Luxemburgse adel, in 1917 een ander.
De opeenvolgende generaties deden zich als volgt voor:
- Jean de Waha heer van Baillonville, in 1364 getrouwd met Marie de Houffalize.
  - Julio de Waha, x Catherine de Trina († 1457).
    - Hubin de Waha, x Marguerite d'Orjo.
      - Anceal de Waha, x Jeanne de Custinne.
        - Jacques de Waha, xx Marie de Tavier.
          - Anceal de Waha, x Marie de Sorée.
            - Jacques de Waha († 1598), x Marie d'Aux Brebis.
              - Martin de Wala, x Marguerite d'Orchimont.
                - Jean de Waha († 1685), x Marie de Maillen.
                  - Jean-Philippe de Waha (1647-1709), x Anne de Lardenois de Ville.
                    - Louis Joseph de Waha († 1734), x Marguerite de Senzeille (1700-1728). 
                      - Louis Joseph Nicolas de Waha (° 1726), x Françoise de Senzeille. De Waha was heer van Wierde en Sart-Custine, lid van de Tweede stand van Namen.
                        - Auguste de Waha-Duras (zie hierna).
                        - Alexandre de Waha-Duras (zie hierna).

                    - Théodore de Waha (1688-1742), x Anne de Bergh de Trips (1702-1774).
                      - Herman Théodore Ambroise Antoine de Waha (° 1722), x Anne de Waha-Baillonville (° 1723). Herman de Waha was heer van Linter, luitenant-kolonel van een regiment dragonders.
                        - Philippe de Waha de Linter (zie hierna).
                        - François-Joseph baron de Waha (1758-1843), stamvader van de Luxemburgse tak (zie hierna)

                      - Ernest de Waha († 1785), x Marie de Steinbach. Ernest was officier in dienst van de keurvorst van het Palatinaat.
                        - Jacques de Waha de Grummelscheyde (zie hierna).

  - Jacques de Waha, x Marie d'Odeur.
    - Jean de Waha, x Anne de Juppleu.
      - Jean de Waha, x Catherine de Trina.
        - Jean de Waha, xx Jeanne de Wildre.
          - Claude de Waha († 1558), x Catharine de Brabant.
            - Jean de Waha († 1620), x Jacqueline de Furneau.
              - Jean de Waha († 1673), x Marguerite de Draeck.
                - Jean-Charles de Waha († 1706), x Jeanne de Bouck.
                  - Jean-Thomas de Waha (1659-1737), x Anne de Sierreux (1666-1749).
                    - Guillaume de Waha (1697-1777), x Louise Heyben (1702-1732).
                      - Jean-Charles de Waha (1720-1790) x Marie de Charneux.
                        - Guillaume de Waha (1763-1817), x Marie-Jeanne de Bonhomme.
                          - Joseph-Louis de Waha (zie hierna).

                        - Eugène de Waha de Baillonville (zie hierna).
                        - Henri de Waha-Baillonville (zie hierna).

## Auguste de Waha-Duras
Auguste Louis Justin Joseph de Waha-Duras (Wierde, 5 november 1773 - 7 april, 1845), zoon van Louis Joseph Nicolas de Waha (zie hierboven) en van Françoise de Senzeille, werd in 1816, onder het Verenigd Koninkrijk der Nederlanden, erkend in de erfelijke adel met de titel baron, overdraagbaar op alle afstammelingen, en werd benoemd in de Ridderschap van de provincie Namen. Hij werd ook lid van de Provinciale Staten. Hij bleef vrijgezel.

## Alexandre de Waha-Duras
Alexandre Louis Joseph de Waha-Duras (Wierde, 10 maart 1775 - 29 oktober 1820), broer van de voorgaande, werd in 1816, onder het Verenigd Koninkrijk der Nederlanden, erkend in de erfelijke adel met de titel baron, overdraagbaar op alle afstammelingen en werd benoemd in de Ridderschap van de provincie Namen. Hij bleef vrijgezel.

## Philippe de Waha
Philippe Eugène Théodore Antoine de Waha de Linter (° Neerlinter, 7 februari 1757) werd in 1816, onder het Verenigd Koninkrijk der Nederlanden, erkend in de erfelijke adel met de titel baron, overdraagbaar op alle afstammelingen, en benoemd in de Ridderschap van de provincie Zuid-Brabant. Hij was een zoon van Herman de Waha-Linter (zie hierboven) en trouwde met Louise de Lardenois de Ville (° 1749). Hij hertrouwde met Constance de Coëlho d'Affonseca (° 1751). Beide huwelijken bleven kinderloos.

## Jacques de Waha de Grummelscheyde
Jacques Joseph Louis de Waha de Grummelscheyde (Oberwambach, 4 augustus 1778 - Aalst, 26 oktober 1835) was een zoon van Ernest de Waha en Marie-Françoise de Steinbach, vrouwe van Grummelscheyde (zie hierboven). Hij was officier in Oostenrijkse dienst, vervolgens in Franse dienst, daarna commandant van de Burgerwacht in Binche.
Hij werd in 1829, onder het Verenigd Koninkrijk der Nederlanden, erkend in de erfelijke adel met de titel baron, overdraagbaar op alle afstammelingen. Hij trouwde in 1819 met Adèle Couder (1799-1879). Het echtpaar had zes dochters en een zoon die kinderloos bleef. Met hem stierven de naamdragers uit. 

## Joseph de Waha-Baillonville
Joseph-Louis de Waha (Luik, 10 juli 1800 - Vaux-sous-Chèvremont, 1 augustus 1863) was een zoon van Guillaume de Waha (zie hierboven).

## Eugène de Waha Baillonville
Eugène Augustin baron de Waha Baillonville (Anthisnes, 14 juni 1769 - Sint-Truiden, 10 maart 1821) werd in 1816, ten tijde van het Verenigd Koninkrijk der Nederlanden, erkend in de erfelijke adel met de titel baron, overdraagbaar op alle afstammelingen en benoemd in de Ridderschap van de provincie Limburg
- Louis baron de Waha Baillonville (1817-1849)
  - Eugène baron de Waha Baillonville (1846-1904)
    - Eugène baron de Waha Baillonville (1884-1960)
      - Elisabeth barones de Waha Baillonville (1925-2015); trouwde in 1954 met prof. Niels Luning Prak (1926-2002), architect, hoogleraar en beeldhouwer, zoon van psycholoog dr. Jacob Luning Prak (1898-1983)
      - Dr. Jean baron de Waha Baillonville (1927-2012), directeur van vennootschappen
        - Dr. Thierry baron de Waha Baillonville (1960), agronoom en hoofd van het Belgische geslacht
          - Antonin baron de Waha Baillonville (1988), vermoedelijke opvolger als hoofd van het Belgische geslacht

      - Anne-Marie barones de Waha Baillonville (1929); trouwde in 1957 met dr. Charles Funck (1927), auteur van Généalogie de famille de Waha (1994)

## Henri de Waha de Baillonville
Henri Louis de Waha Baillonville (Anthisnes, 10 juni 1773 - 31 januari 1829), broer van de voorgaande, werd in 1822, onder het Verenigd Koninkrijk der Nederlanden, erkend in de erfelijke adel met de titel baron, overdraagbaar op alle afstammelingen. Hij trouwde met Angéline de Fromenteau de Ruyff (1764-1816). Deze familietak is uitgestorven in 1991.

## Luxemburgse tak
Jean Philippe de Waha (1814-1890), agronoom te Berbourg, afstammeling van François-Joseph baron de Waha (1758-1843), geboren in Neerlinter
- Mathias  de Waha (1842-1916), onderwijsinspecteur
  - Prof. Raymond baron de Waha (1877-1942), hoogleraar economie aan de universiteit van München en minister in Luxemburg, bij groothertogelijk besluit van 3 april 1914 erkend te behoren tot de Luxemburgse adel met de titel van baron, overgaand op alle afstammelingen[3]
- Jean-Eugène de Waha (1860-1903), arts en burgemeester van Redange-sur-Attert
- Charles de Waha (1862-1916), minister van openbare werken in Luxemburg